# Vidouze

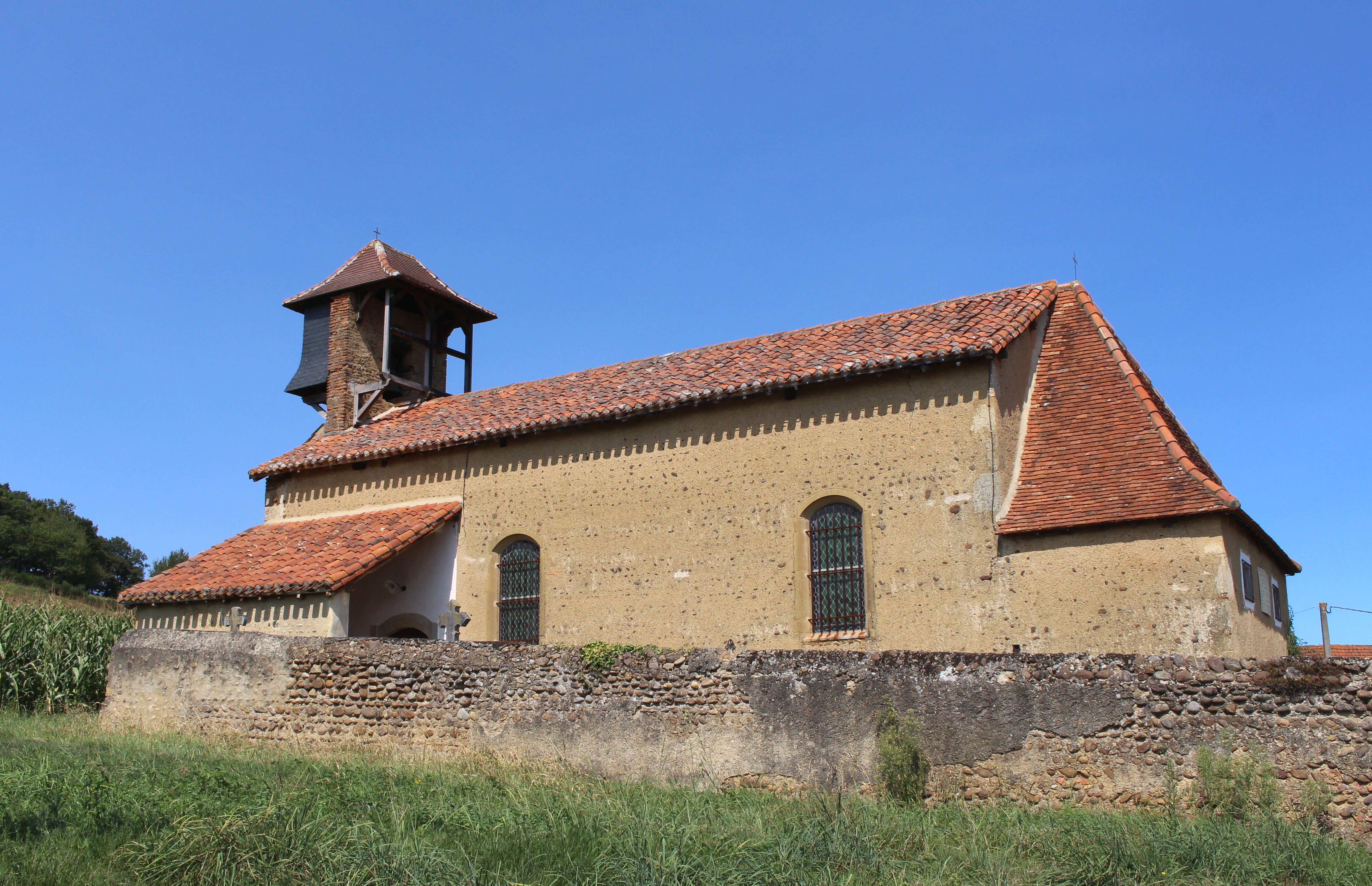
Vidouze – Chapelle Saint-Jacques d’Arriagosse

Vidouze (okzitanisch Vidosa) ist eine südfranzösische Gemeinde im Département Hautes-Pyrénées mit 230 Einwohnern (Stand 1. Januar 2022) in der Region Okzitanien.

## Lage und Klima
Die Gemeinde Vidouze liegt im Pyrenäenvorland in einer Höhe von ungefähr 350 m. Die nächstgelegene Stadt Tarbes befindet sich ca. 35 km südöstlich. Das Klima ist gemäßigt bis warm; Regen (ca. 850 mm/Jahr) fällt hauptsächlich im Winterhalbjahr.

## Bevölkerungsentwicklung
| Jahr                     | 1800 | 1851 | 1901 | 1954 | 1999 | 2016 |
| ------------------------ | ---- | ---- | ---- | ---- | ---- | ---- |
| Einwohner                | 829  | 871  | 594  | 342  | 262  | 238  |
| Quelle:Cassini und INSEE |      |      |      |      |      |      |

Wegen der durch die Reblauskrise im Weinbau ausgelösten Landflucht zu Beginn des 20. Jahrhunderts und der zunehmenden Mechanisierung der Landwirtschaft ging die Einwohnerzahl der Gemeinde seit dem ausgehenden 19. Jahrhundert kontinuierlich zurück.

## Wirtschaft
Die Gemeinde ist weitgehend flach und ausschließlich landwirtschaftlich orientiert.

## Geschichte
Vidouze gehört wahrscheinlich schon seit dem 9. oder 10. Jahrhundert zur ehemaligen Grafschaft Bigorre. Der alte Ortsname Bidose ist im 11. Jahrhundert erstmals urkundlich belegt.

## Sehenswürdigkeiten
- Die aus dem 19. Jahrhundert stammende Pfarrkirche ist vom ehemaligen örtlichen Friedhof umgeben und hat einen Glockenturm (clocher).
- Am Ortsrand befindet sich ein überdachter Waschplatz (lavoir).

Arriagosse
- Die im 17. Jahrhundert erbaute Kirche im ca. 3 km südlich gelegenen Weiler Arriagosse besitzt einen überdachten Glockengiebel (clocher mur) auf zwei der Fassade vorgesetzten Strebepfeilern, die gleichzeitig das Mauerwerk stabilisieren.[4]